# Flugunfall einer Sud Aviation Caravelle der Royal Air Maroc 1970
Der Flugunfall einer Sud Aviation Caravelle der Royal Air Maroc 1970 ereignete sich am 1. April 1970. An diesem Tag stürzte eine Sud Aviation SE-210 Caravelle VI-N der Royal Air Maroc, mit der ein Linienflug von Agadir nach Paris mit Zwischenhalt in Casablanca durchgeführt wurde, nach einem Kontrollverlust ab. Bei dem Unfall starben 61 der 82 Insassen.

## Maschine
Bei der betroffenen Maschine handelte es sich um eine Sud Aviation SE-210 Caravelle VI-N mit der Werknummer 32, die, zugelassen auf den Hersteller Sud Aviation, ihren Erstflug am 4. Mai 1960 mit dem Luftfahrzeugkennzeichen F-WJAL absolviert hatte, ehe sie am 11. Mai 1960 neu an die Royal Air Maroc ausgeliefert wurde, bei der sie das neue Kennzeichen CN-CCV erhielt. Das zweistrahlige Mittelstrecken-Schmalrumpfflugzeug war mit zwei Triebwerken des Typs Rolls-Royce Avon ausgestattet.

## Passagiere und Besatzung
An Bord der Maschine befanden sich 76 Passagiere sowie eine sechsköpfige Besatzung.

## Unfallhergang
Mit der Maschine wurde ein Flug von Agadir nach Paris durchgeführt, wobei ein Zwischenstopp in Casablanca vorgesehen war. Im Endanflug auf Casablanca war die Besatzung technischen Problemen unbekannter Art ausgesetzt, die dazu führten, dass die Maschine schnell an Höhe verlor und zwei Kilometer vor der Schwelle der Landebahn 35 verunfallte. Die Maschine wurde beim Aufprall zerstört, der Rumpf zerbrach in zwei Teile. Von den 82 Personen an Bord starben 61, es gab 21 Überlebende.

## Ursache
Es wurde vermutet, dass der Endanflug aufgrund verschiedener technischer Probleme unterhalb des Gleitpfades durchgeführt wurde. Während des Sinkfluges sei der Feueralarm für das rechte Triebwerk im Cockpit ertönt und der Flugingenieur habe unmittelbar daraufhin die Leistungszufuhr zu den hydraulischen Pumpen des Triebwerks abgestellt, während der Kapitän das Triebwerk herunterfuhr. Dadurch wurde die Kraftübertragung zu den Steuerflächen blockiert, bis die Leistungszufuhr zum linken Triebwerk wiederhergestellt wurde. Kurz vor dem Aufprall waren die Steuerflächen wieder betriebsbereit, doch dies kam für den Kapitän zu spät, um die Maschine rechtzeitig abzufangen. Die Maschine stürzte aufgrund des Kontrollverlusts aus einer Flughöhe von etwa 500 Fuß zu Boden. Der Rumpf brach dabei in zwei Teile. Von den 82 Personen an Bord starben 61.